# Bundestag
Bundestag (pełna nazwa Deutscher Bundestag) – druga obok Bundesratu (Rady Federalnej) izba parlamentu Niemiec. Jest najwyższym organem konstytucyjnym Republiki Federalnej Niemiec i jedynym organem państwowym wybieranym bezpośrednio przez obywateli. Na płaszczyźnie federalnej jedynie on tworzy prawo, które obowiązuje na obszarze całego państwa.

## Skład

### Ordynacja
Skład Bundestagu jest ustalany według ordynacji mieszanej co cztery lata na podstawie powszechnych, równych, bezpośrednich, wolnych wyborów, w głosowaniu tajnym (nazywanych w języku niemieckim Bundestagswahl). Połowa mandatów jest rozdzielana w skali federacji proporcjonalnie do łącznej liczby głosów oddanych na listy poszczególnych partii politycznych. Podział mandatów odbywa się według metody Sainte-Laguë (do 2005 r. włącznie stosowana była metoda Hare’a-Niemeyera). W drugim kroku, po ustaleniu liczby mandatów przypadających każdej z partii, są one dzielone pomiędzy partyjne listy krajowe.
Aby pomimo tego umożliwić wyborcom wpływ na wybór konkretnych osób do Bundestagu, druga połowa mandatów jest przydzielana na podstawie głosowania większościowego. W każdym jednomandatowym okręgu wyborczym wybierany jest jeden kandydat – bezpośrednio zwykłą większością głosów, określanych jako głos pierwotny (Erststimme).
Wynikają z tego pewne komplikacje. Zdarza się, że liczba kandydatów jednej partii wybranych bezpośrednio w kraju związkowym przekracza liczbę miejsc przypadających krajowej liście tej partii w wyborach proporcjonalnych. Jednak wszyscy kandydaci wybrani bezpośrednio wchodzą do Bundestagu. Taki mandat jest określany jako mandat nadliczbowy (Überhangmandat).
W Bundestagu od 2013 występują mandaty wyrównawcze (Ausgleichsmandat), jak to ma również miejsce na przykład w parlamentach krajów związkowych (landów). Tym sposobem zdarza się często, że w Bundestagu jest więcej deputowanych niż przewidzianych uprzednio mandatów. Na przykład w roku 1998 było 13, a w 2002 – 5 mandatów nadliczbowych. Liczba posłów Bundestagu XVIII kadencji (2013-2017) wynosiła 630 (plus jedno nieobsadzone miejsce), zaś w wyborach w 2021 r. powołano 736 posłów.

### Klauzula 5%
Partia, która nie przekroczy progu 5% w wyborach proporcjonalnych (głosowanie na listę), nie wchodzi do Bundestagu – zasadę tę wprowadzono od 1953 roku. Jednak kandydaci wybrani bezpośrednio (głosami pierwotnymi) w każdym przypadku wchodzą do Bundestagu, nawet jeśli ich partia nie przekroczyła progu 5% w głosowaniu proporcjonalnym. Tak było w 2002 roku w odniesieniu do partii PDS.
Jednak jeśli jakaś partia ma przynajmniej trzech deputowanych z wyborów bezpośrednich (głosy pierwotne), to klauzula 5% nie obowiązuje, i ta partia wchodzi do Bundestagu z liczbą deputowanych stosownie do liczby głosów otrzymanych w wyborach proporcjonalnych – na przykład PDS w roku 1994.

## Zawody posłów
Największe grupy zawodowe wśród posłów to urzędnicy państwowi i samodzielni przedsiębiorcy: 173 urzędników państwowych, 209 przedstawicieli wolnych zawodów lub samodzielnych przedsiębiorców. Licznie reprezentowani są także prawnicy, ekonomiści i inżynierowie. Piętnastu posłów jest jeszcze w fazie zdobywania wykształcenia.

## Uprawnienia
Do podstawowych funkcji Bundestagu należą:
1. ustawodawcza – ustawodawstwo jest podstawową domeną parlamentu, choć w praktyce zarysowuje się tutaj domena rządu, jest zadaniem kompleksowym i stanowi dużą część pracy parlamentarnej. Aby rozpocząć proces legislacyjny, konieczna jest inicjatywa ustawodawcza, czyli pomysł na projekt ustawy. Z inicjatywą ustawodawczą wystąpić może rząd federalny, zrodzić się ona może w gremiach poselskich lub wpłynąć z Bundesratu. Zanim jednak ustawa wejdzie w życie, koniecznych jest jeszcze wiele kroków. Uchwalenie jej poprzedzić musi dokładne opracowanie projektu ustawy przez posłów w komisjach parlamentarnych, przedstawienie wszystkich za i przeciw we wnioskach z propozycją poprawek, sprawozdaniach z posiedzeń komisji i podjętych postanowieniach. W tym celu plenum parlamentu obraduje nad każdym projektem ustawy z reguły trzy razy. Obrady te nazywają się czytaniem.
2. kreacyjna – Bundestag wybiera Kanclerza Federalnego, który stoi na czele egzekutywy, czyli rządu federalnego. Szef rządu wywodzi się więc bezpośrednio z parlamentu. Obrazuje to, jak ściśle, pomimo podziału władzy, powiązane są ze sobą organy konstytucyjne. Głosy parlamentarzystów mają także znaczącą wagę w wyborach Prezydenta Federalnego. Zgromadzenie Federalne, które dokonuje wyboru głowy państwa, składa się w połowie z posłów do Bundestagu i w połowie z przedstawicieli krajów związkowych. Bundestag ma także udział w mianowaniu na inne ważne urzędy. Parlament wybiera między innymi połowę sędziów Federalnego Trybunału Konstytucyjnego, prezesa i wiceprezesa Federalnej Izby Obrachunkowej(inne języki) oraz Federalnego Pełnomocnika do Spraw Ochrony Danych.
3. kontrolna – Bundestag sprawuje ważną funkcję kontroli parlamentarnej nad rządem, czyli nad kanclerzem oraz nad każdym z poszczególnych ministrów. Ani kanclerz, ani żaden z ministrów nie mogą uchylić się przed tą kontrolą. Poparcie ze strony parlamentu konieczne jest również podczas głosowania nad rządowymi projektami ustaw. Rząd nie będzie mógł realizować wytyczonych sobie celów politycznych, jeżeli nie przekona do nich posłów.  Aby parlament mógł spełniać funkcję kontrolną nad rządem, konieczna jest możliwość informowania się posłów o pracach i zamierzeniach rządu. Posłowie dysponują szeregiem praw i instrumentów, takich jak interpelacja, zapytanie pisemne, czy też pytania w sprawach bieżących. Bundestag powołuje także stałe komisje, których głównym zadaniem jest współdziałanie w procesie legislacyjnym oraz specjalne gremia takie, jak komisje śledcze, które powoływane są prawie wyłącznie dla celów kontroli parlamentarnej nad rządem. Sprawy dotyczące samego Bundestagu ustala przyjęty przez Bundestag regulamin parlamentarny, zawierający wytyczne odnośnie do realizacji zadań, zebrań plenarnych i obrad.

## Wolność sumienia
Art. 38 Ustawy Zasadniczej gwarantuje deputowanym wolny mandat poselski. Żaden z posłów do Bundestagu nie może być zmuszony do podporządkowania się zdaniu swojej frakcji. W myśl Ustawy poseł jako reprezentant całego narodu nie jest związany jakimikolwiek poleceniami, a jedynie odpowiedzialny przed własnym sumieniem. Niezależność posłów manifestuje się dla ogółu obywateli zwłaszcza podczas głosowań nad szczególnie ważnymi sprawami, takimi jak zbrojny udział w misjach wojskowych, decyzja dotycząca obrania stolicy kraju i siedziby rządu federalnego (w 1991 roku), czy też głosowanie nad ustawą aborcyjną i ustawą o inżynierii genetycznej. Także posłowie nienależący do żadnej frakcji, mają poza prawem do głosowania i prawem do zabierania głosu na plenum, szereg innych niepodważalnych praw. Podczas debat plenarnych składać mogą wnioski odnośnie do regulaminu i zmian w projektach ustaw, oświadczenia poselskie lub kierować zapytania do rządu, mogą też zostać członkiem/doradcą jednej z komisji.

## Immunitet
Posłowie korzystają z dwóch przywilejów: immunitetu i prawa immunitetu parlamentarnego.
Immunitet oznacza dla posła, że na prowadzenie przeciwko niemu dochodzenia lub oskarżenia go przed sądem, wymagana jest uprzednia zgoda Bundestagu. Wyjątek stanowić może jedynie zatrzymanie posła podczas dokonania przestępstwa lub w dniu następnym. Immunitet ograniczony jest czasowo na okres poselski. Uchylenie go możliwe jest tylko na podstawie uchwały parlamentu. Immunitet parlamentarny oznacza, że poseł nigdy nie może być pociągnięty do odpowiedzialności karnej lub dyscyplinarnej za sposób głosowania i swoje wypowiedzi w parlamencie, we frakcji czy komisji lub także poza parlamentem. Wyjątek stanowią oszczercze zniewagi. Prawa te zapewniają możliwość sprawnego funkcjonowania parlamentu.

## Miejsce pracy
Posłowie mają z reguły dwa miejsca pracy – jedno w Bundestagu i drugie w okręgu wyborczym, który reprezentują, niezależnie od tego, czy do Bundestagu trafili z listy krajowej, czy zdobyli w nim mandat bezpośredni. Na pracę w okręgu wyborczym składają się kontakty z obywatelami, często też udział w polityce komunalnej i przedstawianie sprawozdania z działalności poselskiej. Podczas regularnie odbywających się dyżurów poselskich posłowie zapoznają się z bieżącymi problemami i sprawami mieszkańców. Doświadczenia te wykorzystują później w swej pracy parlamentarnej w Berlinie. W Berlinie oczekuje posłów zazwyczaj napięty kalendarz zajęć, jednak tematy związane z ich okręgiem wyborczym nie przestają być i tu aktualne. Istniejące w obrębie każdej frakcji grupy, składające się z przedstawicieli danego landu, są forum do politycznych dyskusji o sprawach landu i regionu.

## Dieta poselska
Praca poselska, zakrojona na określony czas i wymagająca wypełniania przez posła licznych i odpowiedzialnych zadań, nie może prowadzić jednak do pogorszenia jego ogólnej sytuacji zawodowej. Z tego względu do dyspozycji każdego posła stoją środki rzeczowe i pieniężne. Są to odpowiednio wyposażone biuro w Bundestagu i możliwość korzystania dla celów zawodowych ze środków komunikacji na terenie całego kraju, ponadto wolny od podatku ryczałt na wydatki, wynoszący obecnie około 4300 euro. Ryczałt przeznaczony jest na między innymi finansowanie biura w okręgu wyborczym i drugiego mieszkania w Berlinie. Osobny ryczałt przeznaczony jest na koszty personalne, czyli na opłacanie współpracowników (asystentów i pomocy biurowych) w Berlinie i w okręgu wyborczym. Za sprawowanie mandatu poselskiego poseł otrzymuje podlegającą opodatkowaniu rekompensatę, tzw. dietę poselską. Wysokość diet poselskich reguluje ustawa. Od 2018 roku wysokość diety wynosi miesięcznie około 9800 euro.

## Przewodniczący
Przewodniczący Bundestagu jest najwyższym przedstawicielem parlamentu. Przewodniczący wraz z jego wiceprzewodniczącymi stanowią Prezydium, będące najwyższym gremium Bundestagu. Przewodniczący Bundestagu zajmuje w randze protokolarnej po głowie państwa, czyli Prezydencie Federalnym, drugie miejsce – jeszcze przed Kanclerzem Federalnym i przewodniczącymi innych organów konstytucyjnych. Jest to wyrazem prymatu władzy ustawodawczej (legislatywy) nad władzą wykonawczą (egzekutywą), czyli prymatu parlamentu nad rządem. Przewodniczący Bundestagu stoi na czele Bundestagu i wraz z wiceprzewodniczącymi i Konwentem Seniorów kieruje pracami parlamentu. Stoi na straży praw i reprezentuje go na zewnątrz.

## Liczba deputowanych

### Skład w obecnej kadencji
W wyborach przeprowadzonych w 2025 roku wyniki były następujące:
| Ugrupowanie polityczne | Ugrupowanie polityczne                                                      | Liczba mandatów |
| ---------------------- | --------------------------------------------------------------------------- | --------------- |
|                        | Unia Chrześcijańsko-Demokratyczna – Unia Chrześcijańsko-Społeczna w Bawarii | 208             |
|                        | Alternatywa dla Niemiec                                                     | 152             |
|                        | Socjaldemokratyczna Partia Niemiec                                          | 120             |
|                        | Sojusz 90/Zieloni                                                           | 85              |
|                        | Die Linke                                                                   | 64              |
|                        | Związek Wyborców Południowego Szlezwiku                                     | 1               |
| Razem                  | Razem                                                                       | 630             |

### Frakcje
Posłowie dzielą się na frakcje. Członek frakcji nienależący do partii to hospitant.

### Komisje i grupy robocze
- Komisja Spraw Zagranicznych

## Historia

Wyniki wyborów do Bundestagu od 1949. CDU z CSU,,,,,. Pośrodku partie tworzące rząd

Od 1816 do 1866 r. istniał Bundestag jako zgromadzenie przedstawicielskie Związku Niemieckiego (Deutscher Bund). Było to zgromadzenie przedstawicieli delegowanych (nie wybieranych) przez wolne miasta niemieckie i szlachtę.
Pierwsza kadencja Bundestagu RFN rozpoczęła się 7 września 1949 roku. Od 1949 do września 1999 Bundestag miał swą siedzibę w Bonn. Od 1999 r. siedzibą jest budynek Reichstagu (Reichstagsgebäude) w Berlinie.